# IAS 40
IAS 40 «Инвестиционная недвижимость» — международный стандарт финансовой отчетности, который применяется при признании, оценке и раскрытии информации в отношении инвестиционной собственности, введен в действие для применения на территории Российской Федерации приказом Минфина России от 25.11.2011 № 160н «О введении в действие МСФО и Разъяснений МСФО на территории РФ».

## История создания
В октябре 1984 года был опубликован Проект стандарта E26 «Учёт инвестиций», а в марте 1986 года вышел стандарт IAS 25 «Учёт инвестиций», который вводил в действие новый стандарт по учёту операций с 1 января 1987 года. В июне 1999 года вышел Проект стандарта E40 «Инвестиционная недвижимость», комментарии по которому принимались до 31 октября 1999 года. В апреле 2000 года вышел стандарт «Инвестиционная недвижимость» версии 2000 года, заменяя IAS 25 в части учёта инвестиционной недвижимости. В мае 2002 года был выпущен Проект дополнений к стандарту «Инвестиционная недвижимость», комментарии по которому принимались до 16 сентября 2002 года. 18 декабря 2003 года вышел стандарт «Инвестиционная недвижимость» версии 2003 года, который вступил в силу с 1 января 2005 года. 22 мая 2008 года вышли дополнения к стандарту, связанные с объектами незавершённого строительства и объектами, разрабатываемыми для будущего, которые вступили в силу с 1 января 2009 года, а 12 декабря 2013 года вышли дополнения к стандарту, связывающие его со стандартом IFRS 3, которые вступили в силу с 1 июля 2014 года.

## Определение
Инвестиционная недвижимость — это недвижимость (земля и/или здание), находящаяся в распоряжении владельца с целью получения арендных платежей и/или дохода от прироста стоимости капитала, но не для использования в производстве или поставках материалов и услуг, либо для административных целей, не для продажи в ходе обычной деятельности.
Таким образом, недвижимость признаётся инвестиционной, если:
- находится в распоряжении компании с целью получения дохода от прироста стоимости капитала в долгосрочной перспективе, а не с целью продажи в краткосрочной перспективе в ходе обычной деятельности компании;
- находится в распоряжении компании и будущее предназначение которой на текущий момент не определено; в том числе неопределившаяся земля, которую занята недвижимостью, предназначенной для продажи в краткосрочной перспективе в ходе обычной деятельности;
- здание, находящееся в собственности компании (или полученное компанией по договору финансовой аренды), сданное в операционную аренду;
- здание, которое в данный момент не занято, но предназначено для сдачи в операционную аренду.

Недвижимость, которая не является инвестиционной:
- предназначенная для продажи в ходе осуществления обычной деятельности, либо находящаяся в процессе строительства или разработки для последующей продажи (IAS 2 «Запасы»);
- находящаяся в процессе строительства или разработки от имени третьей стороны (IFRS 15 «Выручка по договорам с покупателями»);
- занимаемая собственником (IAS 16 «Основные средства») (недвижимость, предназначенная для использования собственником или арендатором по договору финансовой аренды в производстве или поставке товаров или услуг, или в административных целях), включая недвижимость, которая будет занята собственником в будущем, занимаемая работниками (независимо от того, платят ли они арендные платежи по рыночным ставкам), и недвижимость, занимаемая собственником, ожидающая выбытия;
- передана другой компании по договору финансовой аренды.

Инвестиционная недвижимость признаётся в качестве актива, когда вероятен приток в компанию будущих экономических выгод и стоимость недвижимости может быть надёжно оценена.

## Учёт стоимости инвестиционной недвижимости
При первоначальном признании инвестиционная недвижимость оцениваться по фактической стоимости, включая затраты по сделке.
Затем компании могут выбрать метод учета ко всей инвестиционной недвижимости:
- по первоначальной стоимости за вычетом накопленной амортизации и накопленных убытков от обесценения;
- по справедливой стоимости с ежегодной переоценкой с включением полученной прибыли/убытка в прибыль/убыток отчётного периода.

После первоначального признания, выбрав учёт по первоначальной стоимости, все объекты инвестиционной собственности учитываются по первоначальной стоимости за вычетом накопленной амортизации и накопленного убытка от обесценения активов в соответствии с IAS 16 «Основные средства». Если объект инвестиционной собственности отвечает критериям признания актива, предназначенного для продажи, то он учитывается в соответствии с IFRS 5 «Необоротные активы, предназначенные для продажи, и прекращённая деятельность».
После первоначального признания, выбрав учёт по справедливой стоимости, вся инвестиционная собственность учитывается по справедливой стоимости, за исключением случаев, когда невозможно надёжно оценить справедливую стоимость. Прибыль или убыток, возникающие от изменения справедливой стоимости данной собственности, отражаются на финансовый результат периода, в котором они возникли.
Справедливая стоимость — сумма, на которую может быть обменена недвижимость при совершении сделки между хорошо осведомлёнными, независимыми друг от друга и желающими совершить такую сделку сторонами. Наилучшим определением справедливой стоимости являются действующие цены на аналогичное имущество, расположенное на той же территории и находящееся в том же состоянии.
Объект недвижимости, учитываемый по справедливой стоимости, не амортизируется. Инвестиционная недвижимость, полученная по договору операционной аренды, оценивается только по справедливой стоимости.

## Раскрытие информации
Компания раскрывает информацию:
- по модели учета — по первоначальной или по справедливой стоимости;
- критерий, который она использует для разделения инвестиционной недвижимости, собственности, занимаемой владельцем, и недвижимости, предназначенной для продажи в ходе обычной деятельности;
- методы и основные допущения, применяемые для определения справедливой стоимости.